# Busang Kebinatshipi
Busang Collen Kebinatshipi (ur. 13 lutego 2004 w Hukuntsi) – botswański biegacz krótkodystansowy, wicemistrz olimpijski z Paryża 2024, mistrz Afryki.

## Udział w zawodach międzynarodowych
| Impreza                | Rok  | Miejsce      | Wynik | Wynik          | Wynik           |
| Impreza                | Rok  | Miejsce      | 400 m | 4x400 m mężcz. | 4x400 m mikstów |
| ---------------------- | ---- | ------------ | ----- | -------------- | --------------- |
| Igrzyska olimpijskie   | 2024 | Paryż        | 9     | srebro         | –               |
| Mistrzostwa świata     | 2023 | Budapeszt    | 22    | –              | –               |
| Mistrzostwa Afryki     | 2022 | Saint-Pierre | –     | złoto          | złoto           |
| Mistrzostwa Afryki     | 2024 | Duala        | –     | srebro         | srebro          |
| Mistrzostwa świata U20 | 2021 | Nairobi      | –     | złoto          | –               |
| Mistrzostwa świata U20 | 2022 | Cali         | 8     | 13             | –               |